# Харитоново (Конаковский район)
Харитоново — деревня в Конаковском районе Тверской области России, входит в состав Первомайского сельского поселения.

## География
Деревня расположена на берегу реки Созь в 3 км на северо-восток от центра поселения посёлка 1-е Мая и в 45 км на север от райцентра города Конаково на автодороге 28К-0485 Тверь — Ильинское.

## История
В 1872 году в селе построили каменную Преображенскую церковь с 3 престолами, метрические книги с 1780 года. 
В конце XIX — начале XX века село входило в состав Николо-Созинской волости Корчевского уезда Тверской губернии. 
С 1929 года деревня входила в состав Первомайского сельсовета Конаковского района Кимрского округа Московской области, с 1935 года — в составе Калининской области, в 1937 — 1959 годах — в составе Оршинского района, с 1994 года — в составе Первомайского сельского округа, с 2005 года — в составе Первомайского сельского поселения.

## Население
| 1859 | 2002 | 2010 |
| ---- | ---- | ---- |
| 81   | ↘40  | ↘25  |